# Cuza Vodă (Călărași)
Cuza Vodă è un comune della Romania di 4 100 abitanti, ubicato del distretto di Călărași, nella regione storica della Muntenia.
Il comune è formato dall'unione di 3 villaggi: Călărașii Vechi, Ceacu, Cuza Vodă.